# 加莱阿塔
加莱阿塔（義大利語：Galeata），是意大利费利-切塞纳省的一个市镇。总面积63平方公里，人口2507人，人口密度39.8人/平方公里（2009年）。ISTAT代码为040014。